# Niveaulimbo
Niveaulimbo ist ein Schlagwort, das das ständige Absinken des Niveaus beispielsweise im deutschen Privatfernsehen bezeichnet. Es ist ein Nominalkompositum aus „Niveau“ und „Limbo“. Niveaulimbo wurde 2010 in Deutschland zum „Jugendwort des Jahres“ gewählt.

## Etymologie
Niveaulimbo setzt sich aus den Wörtern „Niveau“ und „Limbo“ zusammen. Mit Niveau ist hier das kulturelle, sprachliche oder zwischenmenschliche Niveau gemeint. Der Limbo ist ein Tanzspiel, bei dem die Tänzer mit nach hinten gebeugtem Rücken unter einer Stange hindurchtanzen, welche bei jeder neuen Tanzrunde tiefer angebracht wird. Bildlich bezeichnet Niveaulimbo also einen Prozess, bei dem mit jeder neuen Stufe das Niveau der vorigen Stufe unterboten wird.

## Bedeutung
Mit Niveaulimbo ist das gedankenlose oder billigend in Kauf genommene graduelle Absinken des Niveaus gemeint.
Beispiele dafür sind:
- Das Absinken des Niveaus im Fernsehprogramm von Privatsendern mit immer stärker auf Befriedigung niederer Reize (Voyeurismus, Bloßstellung, Lust an Ekel oder der Entwürdigung Anderer) ausgerichteten Sendekonzepten wie Big Brother, Scripted Reality, Das Supertalent oder Dschungelcamp.[1]
- Ein verbaler Schlagabtausch von zwei oder mehr Menschen, die sich dabei gegenseitig mit niveaulosen Bemerkungen, Gesten oder Taten zu unterbieten versuchen.[2]
- Aus dem Ruder laufende Partys.[3]
- Sinnlose Gespräche.[3]
- Wechselseitiges Erzählen immer ordinärerer Witze.

Der Begriff Niveaulimbo drückt Kritik an und Distanzierung von den so bezeichneten Vorgängen aus. Die „Akteure“ des Niveaulimbos unterschätzten demnach das von den Beobachtern tolerierte Niveau und/oder geben sich durch ihr Verhalten der Lächerlichkeit preis.

## Begründung der Jury
Die Begründung der Jury zur Auswahl von Niveaulimbo vor Arschfax, egosurfen, Speckbarbie und  nice one:

„Beeindruckt hat die diesjährige Jury, die […] ihre Entscheidung einstimmig getroffen hat, die Zusammensetzung der beiden Begriffe ‚Niveau‘ und ‚Limbo‘ zu einem neuen selbstständigen Wort mit einer völlig anderen Bedeutung. Die Jury begründete ihre Wahl mit der Aussage, dass durch ‚Niveaulimbo‘ die gegenwärtige Entwicklung der TV-Landschaft im Hinblick auf ihre Unterhaltungsformate von den Jugendlichen kritisch beäugt und entsprechend kommentiert wird. Ferner befand vor allem die jugendliche Jury, dass der Begriff in vielen Bereichen einsetzbar ist, wie auch eine Vielzahl so genannter „Niveaulimbo“-Gruppen auf Facebook oder StudiVZ aktuell zeigt.‘“

Das „Jugendwort des Jahres“ wird jedes Jahr von einer Jury unter Leitung des Langenscheidt-Verlags ausgewählt.

## Belege
1. ↑  
Friedrich Pohl: „Niveaulimbo“ – Jugendwort des Jahres 2010. In: welt.de. Axel Springer AG, 29. November 2010, abgerufen am 20. Dezember 2010.
2. ↑  
Niveaulimbo. In: Sprachnudel.de. Abgerufen am 19. April 2024.
3. 1 2  
Sprachpreis 2010: „Niveaulimbo“ ist Jugendwort des Jahres. In: Spiegel Online. 29. November 2010, abgerufen am 11. Januar 2022.
4. ↑  
Das Jugendwort des Jahres 2010: „Niveaulimbo“. In: jugendwort.de. Langenscheidt KG, 29. November 2010, archiviert vom Original am 27. Dezember 2010; abgerufen am 5. September 2014.